# Jan Långben bland indianer
Jan Långben bland indianer (engelska: Californy 'er Bust) är en amerikansk animerad kortfilm med Långben från 1945.

## Handling
Filmens handling utspelar sig Vilda västern med Långben i alla roller, och handlar om västerns pionjärer som hamnar i bråk med en indianstam.

## Om filmen
Filmen hade svensk premiär den 10 december 1945 på Sture-Teatern i Stockholm och ingick i kortfilmsprogrammet Kalle Anka i högform tillsammans med sex kortfilmer till; Jan Långben på tigerjakt, Pluto har hundvakten, Kalle Anka packar paket, Lektion på skidor (ej Disney), Jan Långben spelar ishockey och Kalle Anka i sjönöd.
Filmen hade svensk nypremiär den 28 november 1955 på Sture-Teatern i Stockholm och ingick i ett nytt kortfilmsprogram; Kalle Anka bjuder på en fest tillsammans med kortfilmerna Kalle Ankas förbjudna frukt, Kalle Ankas flygande ekorre, Kalle Anka och spargrisen, Plutos hungriga vargar och Kalle Anka som jultomte.

## Rollista
- Pinto Colvig – Långben
- John McLeish – berättare[8]